# JAX-R
A Java API for XML Registries (JAXR) sztenderd API-t definiál a Java platform alkalmazásaihoz, hogy elérjék programozható módon és kommunikáljanak számos metaadat nyilvántartóval. A JAXR API-t a Java Community Process keretében fejlesztették ki, JSR 93 számon.
JAXR egységes és sztenderd Java API-t nyújt, a különböző XML alapú metaadat nyilvántartó eléréséhez. A JAXR jelenlegi megvalósításai támogatják az ebXML Registry 2.0 verzióját, valamint az UDDI 2.0 verzióját. A jövőben persze több nyilvántartó is megjelenhet. JAXR API-t biztosít a kliensek számára, hogy az XML nyilvántartókkal képesek legyenek kommunikálni, valamint szolgáltatást nyújtó interfészt (SPI) a nyilvántartás ellátókhoz, így a nyilvántartó megvalósítása cserélhetővé válik. A JAXR API elszigeteli az alkalmazás kódot a nyilvántartó mögöttes megvalósításától. A JAXR alapú kliens - mely képes böngészni vagy kiolvasni a nyilvántartót - írásakor a kódot nem kell megváltoztatni, ha a nyilvántartó változik pl. UDDI-ról ebXML-ra. 

## Külső hivatkozások
- Apache Scout JSR 93 egy nyílt forráskódú megvalósítása
- JAXR weboldala
- freebXML nyilvántartó. Jogdíj mentes nyílt forráskódú JAXR megvalósítás